# Al Saqr Sport & Cultural Club
Maillots
Le Al Saqr Sport & Cultural Club (en arabe : نادي الصقر الرياضي الثقافي), plus couramment abrégé en Al Saqr, est un club yéménite de football fondé en 1969 et basé à Ta'izz.

## Palmarès
| \| - Championnat du Yémen (3) : - Champion : 2006, 2009-10 et 2013-14. - Coupe du Yémen (1) : - Vainqueur : 2014. \| \| - Supercoupe du Yémen (1) : - Vainqueur : 2010. - Finaliste : 2014. \| |  |                                                                     |
| - Championnat du Yémen (3) : - Champion : 2006, 2009-10 et 2013-14. - Coupe du Yémen (1) : - Vainqueur : 2014.                                                                                 |  | - Supercoupe du Yémen (1) : - Vainqueur : 2010. - Finaliste : 2014. |

## Galerie

Ancien logo